# Прапор Балеарських островів
Прапор Балеарських островів — офіційний прапор автономного співтовариства Іспанії, розташованого на однойменному архіпелазі в Середземному морі. Прапор затверджений в 1983 році на основі Саньєри — прапора Арагонського королівства, частиною якого протягом довго часу були Балеарські острови.

## Історія
Офіційно Прапор включений в Статут Автономного співтовариства Балеарські острови обмеженим законом 2/1983 від 1 березня 1983 року. Пізніше в Статут вносилися поправки законами 9/1994 і 3/1999, які не торкнулися структуру прапора.
Стаття 6 Статуту Балеарських островів свідчить, що Прапор алеарських островів складається з історично обумовлених відмітних символів: чотири червоні смуги на жовтому фоні і білий замок з п'ятьма вежами на фіолетовому тлі в лівому верхньому куті. При цьому кожен острів може мати свій власний прапор і відмітні символи, затверджені радою острова.
Статут не визначає конкретні відтінки кольорів прапора, тому жовтий, червоний і фіолетовий можуть відрізнятися на різних прапорах. Також Статутом не закріплена чітка конструкція замка і його виконання може суттєво відрізнятися на різних прапорах. Як правило замок представляють як стіну, на якій п'ять веж йдуть в ряд і центральна трохи вище за інших.
Проект Статуту автономії Балеарських островів 1931 року, написаний у роки Другої Іспанської Республіки, але в кінцевому результаті не затверджений, свідчив, що прапором спільноти стане стародавній прапор Майорканського королівства. Нинішній прапор Балеарських островів не відповідає правилам геральдики